# Elementos do Grupo 4
O grupo 4 (4B) da tabela periódica é conhecido como “Grupo do Titânio”. É constituído dos elementos:
- Titânio (22Ti);
- Zircônio (40Zr);
- Háfnio (72Hf);
- Rutherfórdio (104Rf) (sintético).